# りゅう座42番星
りゅう座42番星 (42 Draconis, 42 Dra) は、りゅう座の方向にある5等級の恒星である。2009年に周囲を公転している太陽系外惑星が発見されている。

## 概要
K型のスペクトルを持つ巨星で、質量は太陽よりやや小さいが、半径は20倍以上あることが知られている。

## 惑星系
2009年に周囲を公転する木星の約4倍の質量を持つ木星型惑星が発見された。天文学者のウラジミール・リラは、Ladon と呼ぶことを提案していたが、2015年12月にアメリカのアマチュア天文愛好家の団体が推した Orbitar という名前が国際天文学連合により正式に採用された。
しかし2021年に発表された研究では、観測された最近の主星の視線速度が予想されるりゅう座42番星bの軌道と矛盾しており、観測された視線速度が2つの惑星による影響で生じた可能性はあるものの、りゅう座42番星bの存在に疑義を呈している。太陽系外惑星エンサイクロペディアでは惑星の現況を Controversial（論争中）としている。
| 名称 （恒星に近い順） | 質量            | 軌道長半径 （天文単位） | 公転周期 (日) | 軌道離心率  | 軌道傾斜角 | 半径 |
| --------------------- | --------------- | ----------------------- | ------------- | ----------- | ---------- | ---- |
| b (Orbitar)           | ≥3.88 ± 0.85 MJ | 1.19 ± 0.01             | 479.1 ± 6.2   | 0.38 ± 0.06 | —          | —    |

## 名称
固有名の Fafnir は、北欧神話に登場するドワーフで竜に変身する能力を持つファフニールに由来する。2015年に国際天文学連合によって太陽系外惑星系の名前の公募と投票が行われた際にこの星系も対象となり、2015年12月15日に国際天文学連合から、アメリカのフロリダ州メルボルンにある天文愛好家団体「ブレバード天文協会」が提案した Fafnir が選定されたことが発表された。同時に惑星に付けられた名称の Orbitar は、アメリカ航空宇宙局 (NASA) の宇宙開発に敬意を払って作られた造語である。